# 植田浩
植田 浩（うえだ ひろし、1960年（昭和35年）12月11日 - ）は日本の官僚、外交官、地方公務員。千葉県副知事、大阪府副知事、内閣官房内閣人事局人事政策統括官を経て駐ルーマニア特命全権大使。
　

## 経歴
大阪府出身。1983年 (昭和58年) 3月東京大学法学部卒業。同年4月、自治省採用・行政局公務員部公務員第一課。同年7月 栃木県総務部地方課、同財政課。
1985年4月 外務省中近東アフリカ局アフリカ第二課。1987年8月 自治省行政局公務員部公務員第一課。1989年 (平成元年) 3月 国際労働機関 (ジュネーブ) 派遣。1991年4月 沖縄開発庁総務局企画課専門官。1992年4月 京都府総務部地方課長。1994年4月 同財政課長。1995年7月 自治省財政局地方債課課長補佐。1996年7月 同大臣官房企画室課長補佐。1998年1月 同理事官。1998年4月 札幌市財政局長。2001年7月 国土交通省都市・地域整備局地方整備課調整官。2002年1月 総務省自治財政局財政課財政企画官。2002年9月 公営企業金融公庫経理部資金課長。2004年4月 千葉県総務部長。2007年4月、同副知事。2009年7月 総務省自治行政局市町村課長。2010年4月 同住民制度課長。2012年7月 同公務員部公務員課長。2013年4月 大阪府副知事。早稲田大学大学院ファイナンス研究科修了。
2017年7月 内閣官房内閣人事局人事政策統括官、2019年 (令和元年) 7月退任。
　2020年10月 特命全権大使 ルーマニア国駐箚。2022年9月、同国の大学と高等学校が愛媛大学と愛媛大学附属高等学校との交流協定を締結していることから同大学、松山市役所、愛媛県庁などを訪問した。2024年2月、在ルーマニア大使の職を辞した。2024年12月 2025年の大阪・関西万博に向けて国内外から訪れる賓客などの接遇を行う大阪儀典室の儀典長に任命された。